# DTMF (canción)
«DTMF» (estilizado como DtMF) es una canción del cantante puertorriqueño Bad Bunny. Es el quinto sencillo de su sexto álbum de estudio Debí tirar más fotos, lanzado el 5 de enero de 2025 bajo la discográfica Rimas.

## Lanzamiento
El tracklist de Debí tirar más fotos fue revelado el 3 de enero de 2025, siendo «DTmF» el quinto sencillo del álbum. El tema título fue lanzado el día 5 del mismo mes y su nombre corresponde a las siglas del álbum.
Su visualizer fue publicado junto al resto del álbum y consiste en una presentación de diapositivas sobre la evolución musical de Puerto Rico a lo largo de su historia. 

## Remezcla
El 3 de febrero de 2025 el DJ y productor musical estadounidense Marshmello lanzó un remix de la canción.

## Posicionamiento en listas
| Lista (2025)                       | Mejor Posición |
| ---------------------------------- | -------------- |
| Argentina (Argentina Hot 100)      | 3              |
| Argentina (CAPIF)                  | 1              |
| Australia (ARIA)                   | 53             |
| Austria (Ö3 Austria Top 40)        | 6              |
| Bélgica (Valonia) (Ultratop 50)    | 28             |
| Bolivia (Billboard)                | 1              |
| Chile (Billboard)                  | 10             |
| Colombia (Billboard)               | 1              |
| Ecuador (Billboard)                | 2              |
| El Salvador (ASAP EGC)             | 7              |
| Global 200 (Billboard)             | 12             |
| Irlanda (IRMA)                     | 31             |
| Italia (FIMI)                      | 2              |
| Lituania (AGATA)                   | 14             |
| México (Billboard)                 | 9              |
| Países Bajos (Mega Single Top 100) | 27             |
| New Zealand Hot Singles (RMNZ)     | 3              |
| Perú (Billboard)                   | 3              |
| España (PROMUSICAE)                | 6              |
| Suecia (Sverigetopplistan)         | 87             |
| Reino Unido (UK Singles Chart)     | 45             |
| Reino Unido (UK Indie Chart)       | 7              |
| Estados Unidos (Billboard Hot 100) | 2              |
| Estados Unidos (Hot Latin Songs)   | 1              |